# 高島基江
高島 基江（たかしま もとえ、1882年2月18日 - 1969年3月28日）は日本の実業家。東洋高圧工業社長、帝国燃料興業総裁、満州合成燃料理事長。妻サイは伊丹弥太郎の二女。長男は高島節男。

## 経歴
福岡市会議長などを務めた高島習の次男として、福岡市天神町（現・中央区天神）に生れる。1899年、福岡県立尋常中学修猷館、1902年、第一高等学校英法科を経て、1906年、東京帝国大学法科大学政治学科を卒業し、三井鉱山に入社する。
三井鉱山では、本店秘書、田川炭鉱庶務課長、三池鉱業所次長、本店総務部長などを経て、1936年、常務取締役に就任する。1939年には、1年間欧米の鉱山事業の視察を行い、帰国後、石炭を原料とした化学合成工業の発展に務め、自らも創立に関わった東洋高圧工業（後に三井化学工業と合併して三井東圧化学となり、現在は三井化学）において、常務を経て、1940年11月、会長に就任し、1944年3月まで務めている。その傍ら、1941年、三井化学工業を創立し常務に就任する。
その一方で、石炭液化による人造石油生産のために設立された国策会社である帝国燃料興業の総裁、同じく人造石油生産のために満洲国政府、三井鉱山、三井物産などが共同出資で設立した満洲合成燃料の理事長、三池合成工業の社長を歴任するなど、日本の化学合成工業界に君臨し、三井財閥の大幹部であった。
しかし、戦後このことが原因して公職追放となる。1951年に追放解除となると、三井鉱山の石炭船舶輸送会社として設立された室町海運の社長に就任する。